# Moringua javanica
Espèce
Moringua javanica est une espèce de poissons téléostéens serpentiformes.